# Ivana Gallardo
Ivana Xennia Gallardo Cruchet (* 20. Juli 1993 in Osorno) ist eine chilenische Leichtathletin, die sich auf das Kugelstoßen spezialisiert hat, aber auch im Diskuswurf an den Start geht. 2023 wurde sie Südamerikameisterin im Kugelstoßen und gewann 2021 eine Bronzemedaille.

## Sportliche Laufbahn
Erste internationale Erfahrungen sammelte Ivana Gallardo im Jahr 2010, als sie bei den Jugendsüdamerikameisterschaften in Santiago de Chile mit einer Weite von 39,48 m die Bronzemedaille im Diskuswurf gewann und im Kugelstoßen mit 11,74 m den sechsten Platz belegte. Im Jahr darauf erreichte er bei den Juniorensüdamerikameisterschaften in Medellín mit 12,56 m Rang vier im Kugelstoßen und wurde mit dem Diskus mit 42,14 m Siebte. 2012 schied sie dann bei den Juniorenweltmeisterschaften in Barcelona mit 13,55 m in der Qualifikation aus und belegte anschließend bei den U23-Europameisterschaften in São Paulo mit 13,92 m und 44,99 m jeweils den fünften Platz. 2013 nahm sie im Diskuswurf an der Sommer-Universiade in Kasan teil und klassierte sich dort mit einer Weite von 45,94 m auf dem elften Platz. Ende November gewann sie dann bei den Juegos Bolivarianos in Trujillo mit 16,01 m die Bronzemedaille hinter der Venezolanerin Ahymará Espinoza und Sandra Lemos aus Kolumbien.
2014 belegte sie bei den Südamerikaspielen in Santiago mit 14,78 m den fünften Platz im Kugelstoßen und erreichte mit dem Diskus mit 50,86 m Rang sieben. Anschließend siegte sie bei den U23-Südamerikameisterschaften in Montevideo mit 16,20 m im Kugelstoßen und gewann im Diskusbewerb mit 51,75 m die Bronzemedaille hinter den Brasilianerinnen Izabela da Silva und Lidiane Cansian. Im Jahr darauf belegte sie bei den Südamerikameisterschaften in Lima mit 16,62 m bzw. 53,43 m jeweils den fünften Platz und 2016 wurde sie bei den Ibero-Amerikanischen Meisterschaften in Rio de Janeiro mit 16,51 m und 51,04 m jeweils Sechste. Bei den Studentenweltspielen 2017 in Taipeh schied sie mit 46,27 m in der Qualifikation aus und 2018 wurde sie bei den Südamerikaspielen in Cochabamba mit 16,45 m und 47,47 m jeweils Vierte. Anschließend gewann sie bei den Ibero-Amerikanischen Meisterschaften in Trujillo mit 15,05 m die Bronzemedaille hinter den Brasilianerinnen Geisa Arcanjo und Keely Medeiros und belegte im Diskusbewerb mit 50,67 m den vierten Platz.
2019 belegte sie bei den Südamerikameisterschaften in Lima mit 16,77 m und 50,22 m die Ränge vier und sechs und nahm daraufhin an den Panamerikanischen Spielen ebendort teil, bei denen sie mit 16,43 m und 50,85 m den elften und zwölften Platz belegte. Im Jahr darauf gewann sie bei den erstmals ausgetragenen Hallensüdamerikameisterschaften in Cochabamba mit 16,53 m die Silbermedaille hinter Geisa Arcanjo aus Brasilien. Auch bei den Leichtathletik-Südamerikameisterschaften 2021 in Guayaquil gewann sie mit einem Stoß auf 16,94 m die Bronzemedaille hinter der Brasilianerin Lívia Avancini und Ahymara Espinoza aus Venezuela und im Jahr darauf musste sie sich bei den Hallensüdamerikameisterschaften in Cochabamba mit 17,03 m nur der Brasilianerin Avancini geschlagen geben. Anschließend wurde sie bei den Hallenweltmeisterschaften in Belgrad mit 16,08 m 15. Im Mai gelangte sie bei den Ibero-Amerikanischen Meisterschaften in La Nucia mit 17,43 m auf Rang vier und anschließend gewann sie bei den Juegos-Bolivarianos in Valledupar mit 16,52 m die Bronzemedaille hinter der Dominikanerin Rosa Santana und ihrer Landsfrau Natalia Duco. Im Juli schied sie dann bei den Weltmeisterschaften in Eugene mit 16,20 m in der Qualifikationsrunde aus. Im Oktober gewann sie bei den Südamerikaspielen in Asunción mit 16,73 m die Silbermedaille hinter Landsfrau Duco. 2023 siegte sie mit 17,39 m bei den Südamerikameisterschaften in São Paulo und verpasste anschließend mit 16,55 m den Finaleinzug bei den Weltmeisterschaften in Budapest. Im November wurde sie bei den Panamerikanischen Spielen in Santiago de Chile mit 15,30 m Elfte. Im Jahr darauf siegte sie bei den Hallensüdamerikameisterschaften in Cochabamba mit neuem Meisterschaftsrekord von 17,74 m und anschließend gelangte sie bei den Hallenweltmeisterschaften in Glasgow mit 16,36 m auf Rang 17. Im Mai gewann sie bei den Ibero-Amerikanischen Meisterschaften in Cuiabá mit 17,26 m die Silbermedaille hinter der Portugiesin Eliana Bandeira. Daraufhin schied sie bei den Olympischen Sommerspielen in Paris mit 17,47 m in der Qualifikationsrunde aus.
2025 verteidigte sie bei den Hallensüdamerikameisterschaften in Cochabamba mit 17,64 m ihren Titel und anschließend gelangte sie bei den Hallenweltmeisterschaften in Nanjing mit 17,08 m auf Rang 14. Ende April siegte sie mit 17,55 m bei den Südamerikameisterschaften in Mar del Plata.
In den Jahren 2018 und 2019 sowie von 2021 bis 2024 wurde Gallardo chilenische Meisterin im Kugelstoßen.

## Persönliche Bestleistungen
- Kugelstoßen: 17,91 m, 25. März 2023 in Santiago de Chile
- Diskuswurf: 55,26 m, 12. Oktober 2019 in Santiago de Chile